# Sumatranus albomaculata
Sumatranus albomaculata is een van slang uit de familie waterdrogadders (Homalopsidae).

## Naam en indeling
De wetenschappelijke naam van de soort werd voor het eerst voorgesteld door André Marie Constant Duméril, Gabriel Bibron en Auguste Duméril in 1854. Oorspronkelijk werd de wetenschappelijke naam Homalopsis albo-maculatus gebruikt. De slang werd lange tijd tot het geslacht Enhydris gerekend, waardoor deze naam veel in de literatuur wordt gebruikt. Het geslacht Sumatranus werd beschreven door John C. Murphy en Harold Knight Voris in 2014.
De soortaanduiding albomaculata betekent vrij vertaald 'wit gevlekt'.

## Uiterlijke kenmerken
De slang bereikt een lichaamslengte tot ongeveer 65 centimeter, het lichaam is vrijwel rond in doorsnede en heeft een korte staart. De slang heeft 27 rijen schubben in de lengte op het midden van het lichaam en 140 tot 151 schubben aan de buikzijde. Onder de staart zijn 36 tot 50 gepaarde staartschubben aanwezig, ook de anale schub is gepaard.

## Levenswijze
Sumatranus albomaculata is een waterminnende soort. De vrouwtjes zetten geen eieren af maar zijn eierlevendbarend; de jongen komen levend ter wereld.

## Verspreiding en habitat
De soort komt voor in Azië en leeft endemisch in Indonesië. Sumatranus albomaculata komt hier alleen voor op de eilanden Nias, Sumatra en Simeulue. De habitat bestaat uit draslanden en permanente wateren zoals rivieren en meren.

## Beschermingsstatus
Door de internationale natuurbeschermingsorganisatie IUCN is de beschermingsstatus 'onzeker' toegewezen (Data Deficient of DD).